# Bendix Djurhuus Prahl
 Der er for få eller ingen kildehenvisninger i denne artikel, hvilket er et problem. Du kan hjælpe ved at angive troværdige kilder til de påstande, som fremføres i artiklen.

Bendix Djurhuus Prahl (1. januar 1747 – 7. januar 1814) var en norsk byskriver og forfatter.
Bendix Djurhuus Prahl blev født nytårsnat mellem 1746 og 1747 på Soggendals præstegård i Kristiansands Stift, hvor faderen, Niels Brostrup Prahl, var sognepræst. Da denne døde 1748 og moderen, Dorothea Juditha født Djurhuus (af en færøsk slægt), 1756, kom børnene til forskellige slægtninge og Bendix Djurhuus Prahl til sin morbroder Bendix Djurhuus, sognepræst til Hå på Jæderen, hvor han nød undervisning, indtil han kom i Christianias den gang fortrinlige skole, hvor han havde til kammerater Johan Herman Wessel, Ove Gjerløw Meyer, Søren Monrad og flere af den kreds, som siden dannede det "Det Norske Selskab" kerne, og hvorfra han dimitteredes 1767.
Som student var han et par år huslærer i Norge og begyndte at studere teologi, men gik så over til juraen og tog omsider dansk-juridisk eksamen 1780 fra Københavns Universitet. Han tog derefter plads som kahytsskriver på en orlogsfregat, blev siden kopist i Skifteretten på St. Thomas og prokurator sammesteds, men opgav denne stilling, gjorde en længere rejse i Europa og stiftede bekendtskab med London, Paris og adskillige tyske byer.
Efter nogen tids ophold i Danmark blev Prahl embedsmand i Trankebar (1784 Prokurator og kopist ved Guvernementet, 1788 kontrollør og taksatør, 1791 Tolder, 1793 byfoged og auditør, 1796 konstitueret justitiarius). I Ostindien giftede han sig med Anna Regina Passavant (født i Trankebar 12. maj 1775 og datter af Leonhardt Passavant og Maria Catharina født Kohlhoff), der døde efter nogle års Forløb. I Trankebar synes han ikke at have stået på den bedste fod med guvernøren, generalmajor Peter Anker. Efter 1798 at være bleven afskediget fra alle sine embeder med kancelliråds titel levede han i København som pensionist, indtil han 1804 kom tilbage til Norge som by- og rådstueskriver i Christiania, hvor han døde 1814 efter 1809 at være afskediget fra sit embede.
Han udgav 1804 en beskrivelse over de nikobariske øer, der i navnet tilhørte Danmark. Bogen, hvis fortale indeholder en højst ejendommelig selvbiografi, der er ganske blottet for årstal, udkom på en unævnt købmands bekostning og anbefalede et kolonianlæg på øerne. I Christiania blev han en af Norges mest skrivende mænd på sin tid. I 1807 udgav han således i 2 bind sine Skygger af romerske Mænd (Cæsar og hans samtidige), der er livlig skrevet og røber stor kærlighed til den latinske litteratur og udstrakt belæsthed i denne; "den fandtes", siger fru C. B. Dunker, "næsten i ethvert Hus i Christiania". I forhandlingerne om et norsk Universitet tog han ivrig del og kæmpede varmt for, at Christiania skulle blive dets sæde, i et prisskrift, udgivet af Selskabet for Norges Vel. Foruden disse og andre skrifter (deriblandt poetiske), som han udgav, havde han også flere andre under arbejde, og i Nyeste Skilderie af Kjøbenhavn (1806, 17. juni) anføres, at han snart vilde udgive en biografi af Warren Hastings og et skrift om gendøberne i Münster. I sine sidste år var han også medredaktør med Niels Wulfsberg af bladet Tiden.
Claus Pavels nedskrev ved hans død, at "han var en Mand af megen Aand og ægte bon-sens, en hæderlig og godmodig Olding". Hans bortgang fremkaldte også et digt af en mand, som siden blev bekendt som alt andet end æstetiker, nemlig af den da unge student, siden statsråd, H. Ridderwold. Prahl hørte for øvrigt i udpræget forstand til den art mennesker, som i daglig tale plejer at kaldes originaler, og var opfyldt af en mængde tanker og idéer, som han ikke altid formåede at ordne og beherske. I det norske Selskab drev man ofte løjer med ham og hans paradokser. Han gik her under navnet "Pilen-Palen" og blev besunget i en bekendt Vise. Som gammel Mand i Christiania var han humoristisk nok til selv ofte at synge den i de Kredse, hvor han kom.
I 1813 blev han medlem af Det kongelige danske Selskab for Fædrelandets Historie.